# IJsboerke (equip ciclista)
L'equip IJsboerke, (pronuncia «éisburque») conegut posteriorment com a Capri Sonne, va ser un equip ciclista belga, de ciclisme en ruta que va competir entre 1973 i 1982. Va sorgir d'una escissió del Goldor-IJsboerke.

## Principals resultats
- Campionat de Flandes: Herman Vrijders (1973), Theo De Rooy (1980)
- Giro de Sardenya: Rik Van Linden (1974)
- A través de Flandes: Louis Verreydt (1974)
- Volta a Luxemburg: Frans Verbeeck (1976)
- Grote Scheldeprijs: Frans Verbeeck (1976), Dietrich Thurau (1978), Daniel Willems (1979), Ludo Peeters (1980)
- Bordeus-París: Walter Godefroot (1976), Herman Van Springel (1977)
- París-Brussel·les: Ludo Peeters (1977, 1979)
- Tour de Flandes: Walter Godefroot (1978)
- Campionat de Zuric: Dietrich Thurau (1978), Gery Verlinden (1980)
- Lieja-Bastogne-Lieja: Dietrich Thurau (1979)
- Gran Premi de Frankfurt: Daniel Willems (1979), Jos Jacobs (1981)
- Quatre dies de Dunkerque: Daniel Willems (1979)
- Volta a Alemanya: Dietrich Thurau (1979), Theo De Rooy (1982)
- Volta a Andalusia: Dietrich Thurau (1979), Daniel Willems (1980)
- París-Tours: Daniel Willems (1980)
- Fletxa Valona: Daniel Willems (1981)
- Gran Premi de Valònia: Willy De Geest (1980)
- Tour de Romandia: Jostein Wilmann (1982)
- Setmana Catalana: Jostein Wilmann (1982)

### A les grans voltes
- Giro d'Itàlia
  - 1 participacions (1978)
  - 2 victòries d'etapa:
    - 2 el 1978: Dietrich Thurau (2)

  - 0 classificació finals:
  - 0 classificacions secundàries:

- Tour de França
  - 4 participacions (1979, 1980, 1981, 1982)
  - 10 victòries d'etapa:
    - 3 el 1979: Jos Jacobs, Ludo Delcroix, Dietrich Thurau
    - 3 el 1980: Rudy Pevenage, Ludo Peeters, Pol Verschuere
    - 3 el 1981: Daniel Willems (2), Peter Winnen
    - 1 el 1982: Peter Winnen

  - 0 classificació finals:
  - 4 classificacions secundàries:
    - Classificació per punts: Rudy Pevenage (1980)
    - Classificació de la combinada: Ludo Peeters (1980)
    - Classificació dels esprints intermedis: Rudy Pevenage (1980)
    - Classificació dels joves: Peter Winnen (1981)

- Volta a Espanya
  - 2 participacions (1974, 1975)
  - 7 victòries d'etapa:
    - 5 el 1975: Roger Swerts (3), Rik Van Linden (2)
    - 2 el 1975: Roger Swerts, Julien Stevens

  - 0 classificació finals:
  - 0 classificacions secundàries:

## Composició de l'equip
| \| Llista de l'equip 1973 \| Llista de l'equip 1973 \| Llista de l'equip 1973 \| Llista de l'equip 1973 \| \| Ciclista \| Data de naixement \| Equip previ \| \| \| ----------------------------------- \| ---------------------- \| --------------------------------------- \| ---------------------- \| \| Jozef Abelshausen \| 6 de juny de 1949 \| Watney-Avia (1972) \| \| \| Georges Barras \| 6 de març de 1949 \| \| \| \| Bernard Bourguignon \| 23 de novembre de 1949 \| \| \| \| Gerry Catteeuw \| 6 de setembre de 1949 \| \| \| \| Jacky De Laat \| 22 de maig de 1951 \| \| \| \| Eddy Demedts \| 14 de març de 1950 \| \| \| \| Theo Fierens \| 18 de novembre de 1949 \| \| \| \| Willy Govaerts (9 de set–31 de des) \| 10 de novembre de 1951 \| \| \| \| Fernand Hermie \| 24 de gener de 1945 \| \| \| \| August Herijgers \| 2 de juny de 1950 \| \| \| \| Raphaël Hooyberghs \| 28 de setembre de 1948 \| \| \| \| Jos Jacobs (12 de set–31 de des) \| 28 de gener de 1953 \| \| \| \| Hendrik Mariën \| 23 de octubre de 1946 \| \| \| \| Victor Peeters \| 11 de juny de 1948 \| \| \| \| Willy Planckaert \| 5 de abril de 1944 \| Goldor-Hercka (1973) \| \| \| Eddy Reyniers \| 30 de desembre de 1946 \| Van Cauter-Magniflex-de Gribaldy (1972) \| \| \| Willy Scheers \| 29 de març de 1947 \| \| \| \| Alfons Scheys \| 29 de març de 1947 \| \| \| \| Joseph Schoeters \| 12 de maig de 1947 \| \| \| \| Raymond Steegmans \| 15 de maig de 1945 \| \| \| \| Léon Thomas \| 9 de octubre de 1949 \| \| \| \| Jos Van Beers \| 2 de juny de 1948 \| \| \| \| Noël Van Clooster \| 2 de desembre de 1943 \| Watney-Avia (1972) \| \| \| Ronny Van De Vijver \| 12 de octubre de 1945 \| \| \| \| Jan van Katwijk \| 30 de agost de 1946 \| Goudsmit-Hoff (1972) \| \| \| Willy Van Malderghem \| 16 de maig de 1949 \| Watney-Avia (1972) \| \| \| Michel Van Vlierden \| 27 de març de 1948 \| \| \| \| Frans Verhaegen \| 22 de gener de 1948 \| Hertekamp (1972) \| \| \| Louis Verreydt \| 25 de novembre de 1950 \| \| \| \| Herman Vrijders \| 29 de juliol de 1946 \| Goldor-IJsboerke (1972) \| \| \| Gilbert Wuytack \| 4 de setembre de 1945 \| \| \| \| \| \| \| \| \| Font: Cycling Archives \| \| \| \| |                        |                                         |  |
| Llista de l'equip 1973 |                        |                                         |  |
| Ciclista | Data de naixement      | Equip previ                             |  |
| Jozef Abelshausen | 6 de juny de 1949      | Watney-Avia (1972)                      |  |
| Georges Barras | 6 de març de 1949      |                                         |  |
| Bernard Bourguignon | 23 de novembre de 1949 |                                         |  |
| Gerry Catteeuw | 6 de setembre de 1949  |                                         |  |
| Jacky De Laat | 22 de maig de 1951     |                                         |  |
| Eddy Demedts | 14 de març de 1950     |                                         |  |
| Theo Fierens | 18 de novembre de 1949 |                                         |  |
| Willy Govaerts (9 de set–31 de des) | 10 de novembre de 1951 |                                         |  |
| Fernand Hermie | 24 de gener de 1945    |                                         |  |
| August Herijgers | 2 de juny de 1950      |                                         |  |
| Raphaël Hooyberghs | 28 de setembre de 1948 |                                         |  |
| Jos Jacobs (12 de set–31 de des) | 28 de gener de 1953    |                                         |  |
| Hendrik Mariën | 23 de octubre de 1946  |                                         |  |
| Victor Peeters | 11 de juny de 1948     |                                         |  |
| Willy Planckaert | 5 de abril de 1944     | Goldor-Hercka (1973)                    |  |
| Eddy Reyniers | 30 de desembre de 1946 | Van Cauter-Magniflex-de Gribaldy (1972) |  |
| Willy Scheers | 29 de març de 1947     |                                         |  |
| Alfons Scheys | 29 de març de 1947     |                                         |  |
| Joseph Schoeters | 12 de maig de 1947     |                                         |  |
| Raymond Steegmans | 15 de maig de 1945     |                                         |  |
| Léon Thomas | 9 de octubre de 1949   |                                         |  |
| Jos Van Beers | 2 de juny de 1948      |                                         |  |
| Noël Van Clooster | 2 de desembre de 1943  | Watney-Avia (1972)                      |  |
| Ronny Van De Vijver | 12 de octubre de 1945  |                                         |  |
| Jan van Katwijk | 30 de agost de 1946    | Goudsmit-Hoff (1972)                    |  |
| Willy Van Malderghem | 16 de maig de 1949     | Watney-Avia (1972)                      |  |
| Michel Van Vlierden | 27 de març de 1948     |                                         |  |
| Frans Verhaegen | 22 de gener de 1948    | Hertekamp (1972)                        |  |
| Louis Verreydt | 25 de novembre de 1950 |                                         |  |
| Herman Vrijders | 29 de juliol de 1946   | Goldor-IJsboerke (1972)                 |  |
| Gilbert Wuytack | 4 de setembre de 1945  |                                         |  |
| |                        |                                         |  |
| Font: Cycling Archives |                        |                                         |  |

| \| Llista de l'equip 1974 \| Llista de l'equip 1974 \| Llista de l'equip 1974 \| Llista de l'equip 1974 \| \| Ciclista \| Data de naixement \| Equip previ \| \| \| ------------------------------------ \| ---------------------- \| --------------------------------------- \| ---------------------- \| \| Jozef Abelshausen \| 6 de juny de 1949 \| Watney-Avia (1972) \| \| \| Paul Aerts \| 16 de desembre de 1949 \| \| \| \| Georges Barras \| 6 de març de 1949 \| \| \| \| Joseph Borguet \| 16 de abril de 1951 \| \| \| \| Bernard Bourguignon \| 23 de novembre de 1949 \| \| \| \| André Delcroix (1 de ago–31 de des) \| 20 de setembre de 1953 \| \| \| \| Jos Gysemans (1 de set–31 de des) \| 30 de octubre de 1952 \| \| \| \| Graeme Gilmore \| 29 de juny de 1945 \| \| \| \| Willy Govaerts \| 10 de novembre de 1951 \| \| \| \| Fernand Hermie \| 24 de gener de 1945 \| \| \| \| Raphaël Hooyberghs \| 28 de setembre de 1948 \| \| \| \| Willy In 't Ven \| 1 de març de 1943 \| Molteni (1973) \| \| \| Jos Jacobs \| 28 de gener de 1953 \| \| \| \| Marcel Laurens \| 21 de juny de 1952 \| \| \| \| Roger Loysch \| 13 de novembre de 1951 \| \| \| \| Walter Naegels \| 6 de abril de 1953 \| \| \| \| Ludo Peeters \| 9 de agost de 1953 \| \| \| \| Willy Planckaert \| 5 de abril de 1944 \| Goldor-Hercka (1973) \| \| \| Marc Renier (1 de ago–31 de des) \| 28 de març de 1953 \| \| \| \| Eddy Reyniers \| 30 de desembre de 1946 \| Van Cauter-Magniflex-de Gribaldy (1972) \| \| \| Raymond Steegmans \| 15 de maig de 1945 \| \| \| \| Julien Stevens \| 25 de febrer de 1943 \| Brooklyn (1973) \| \| \| Roger Swerts \| 28 de desembre de 1942 \| Molteni (1973) \| \| \| Ronny Van De Vijver \| 12 de octubre de 1945 \| \| \| \| Ludo Van Der Linden \| 27 de gener de 1951 \| \| \| \| Jan van Katwijk (1 de gen–1 de maig) \| 30 de agost de 1946 \| Goudsmit-Hoff (1972) \| \| \| Alex Van Linden \| 5 de maig de 1952 \| \| \| \| Rik Van Linden \| 28 de juliol de 1949 \| Rokado-De Gribaldy (1973) \| \| \| Frans Verhaegen \| 22 de gener de 1948 \| Hertekamp (1972) \| \| \| Louis Verreydt \| 25 de novembre de 1950 \| \| \| \| \| \| \| \| \| Font: Cycling Archives \| \| \| \| |                        |                                         |  |
| Llista de l'equip 1974 |                        |                                         |  |
| Ciclista | Data de naixement      | Equip previ                             |  |
| Jozef Abelshausen | 6 de juny de 1949      | Watney-Avia (1972)                      |  |
| Paul Aerts | 16 de desembre de 1949 |                                         |  |
| Georges Barras | 6 de març de 1949      |                                         |  |
| Joseph Borguet | 16 de abril de 1951    |                                         |  |
| Bernard Bourguignon | 23 de novembre de 1949 |                                         |  |
| André Delcroix (1 de ago–31 de des) | 20 de setembre de 1953 |                                         |  |
| Jos Gysemans (1 de set–31 de des) | 30 de octubre de 1952  |                                         |  |
| Graeme Gilmore | 29 de juny de 1945     |                                         |  |
| Willy Govaerts | 10 de novembre de 1951 |                                         |  |
| Fernand Hermie | 24 de gener de 1945    |                                         |  |
| Raphaël Hooyberghs | 28 de setembre de 1948 |                                         |  |
| Willy In 't Ven | 1 de març de 1943      | Molteni (1973)                          |  |
| Jos Jacobs | 28 de gener de 1953    |                                         |  |
| Marcel Laurens | 21 de juny de 1952     |                                         |  |
| Roger Loysch | 13 de novembre de 1951 |                                         |  |
| Walter Naegels | 6 de abril de 1953     |                                         |  |
| Ludo Peeters | 9 de agost de 1953     |                                         |  |
| Willy Planckaert | 5 de abril de 1944     | Goldor-Hercka (1973)                    |  |
| Marc Renier (1 de ago–31 de des) | 28 de març de 1953     |                                         |  |
| Eddy Reyniers | 30 de desembre de 1946 | Van Cauter-Magniflex-de Gribaldy (1972) |  |
| Raymond Steegmans | 15 de maig de 1945     |                                         |  |
| Julien Stevens | 25 de febrer de 1943   | Brooklyn (1973)                         |  |
| Roger Swerts | 28 de desembre de 1942 | Molteni (1973)                          |  |
| Ronny Van De Vijver | 12 de octubre de 1945  |                                         |  |
| Ludo Van Der Linden | 27 de gener de 1951    |                                         |  |
| Jan van Katwijk (1 de gen–1 de maig) | 30 de agost de 1946    | Goudsmit-Hoff (1972)                    |  |
| Alex Van Linden | 5 de maig de 1952      |                                         |  |
| Rik Van Linden | 28 de juliol de 1949   | Rokado-De Gribaldy (1973)               |  |
| Frans Verhaegen | 22 de gener de 1948    | Hertekamp (1972)                        |  |
| Louis Verreydt | 25 de novembre de 1950 |                                         |  |
| |                        |                                         |  |
| Font: Cycling Archives |                        |                                         |  |

| \| Llista de l'equip 1975 \| Llista de l'equip 1975 \| Llista de l'equip 1975 \| Llista de l'equip 1975 \| \| Ciclista \| Data de naixement \| Equip previ \| \| \| ------------------------------------ \| ---------------------- \| ------------------------------------ \| ---------------------- \| \| Jozef Abelshausen \| 6 de juny de 1949 \| Watney-Avia (1972) \| \| \| Paul Aerts \| 16 de desembre de 1949 \| \| \| \| Joseph Borguet \| 16 de abril de 1951 \| \| \| \| Franky De Gendt (5 de set–31 de des) \| 27 de juny de 1952 \| \| \| \| André Delcroix \| 20 de setembre de 1953 \| \| \| \| Jos Gysemans \| 30 de octubre de 1952 \| \| \| \| Graeme Gilmore \| 29 de juny de 1945 \| \| \| \| Willy Govaerts \| 10 de novembre de 1951 \| \| \| \| Gustaaf Hermans \| 12 de maig de 1951 \| Rokado (1974) \| \| \| Willy In 't Ven \| 1 de març de 1943 \| Molteni (1973) \| \| \| Jos Jacobs \| 28 de gener de 1953 \| \| \| \| Marcel Laurens \| 21 de juny de 1952 \| \| \| \| Roger Loysch \| 13 de novembre de 1951 \| \| \| \| Walter Naegels \| 6 de abril de 1953 \| \| \| \| Ludo Peeters \| 9 de agost de 1953 \| \| \| \| Victor Peeters \| 11 de juny de 1948 \| \| \| \| Willy Planckaert \| 5 de abril de 1944 \| Goldor-Hercka (1973) \| \| \| Marc Renier \| 28 de març de 1953 \| \| \| \| Raymond Steegmans \| 15 de maig de 1945 \| \| \| \| Julien Stevens \| 25 de febrer de 1943 \| Brooklyn (1973) \| \| \| Roger Swerts \| 28 de desembre de 1942 \| Molteni (1973) \| \| \| Ronny Van De Vijver \| 12 de octubre de 1945 \| \| \| \| Noël Vantyghem (1 de abr–31 de des) \| 9 de octubre de 1947 \| Merlin Plage-Shimano-Flandria (1974) \| \| \| Frans Verhaegen \| 22 de gener de 1948 \| Hertekamp (1972) \| \| \| Louis Verreydt \| 25 de novembre de 1950 \| \| \| \| \| \| \| \| \| Font: Cycling Archives \| \| \| \| |                        |                                      |  |
| Llista de l'equip 1975 |                        |                                      |  |
| Ciclista | Data de naixement      | Equip previ                          |  |
| Jozef Abelshausen | 6 de juny de 1949      | Watney-Avia (1972)                   |  |
| Paul Aerts | 16 de desembre de 1949 |                                      |  |
| Joseph Borguet | 16 de abril de 1951    |                                      |  |
| Franky De Gendt (5 de set–31 de des) | 27 de juny de 1952     |                                      |  |
| André Delcroix | 20 de setembre de 1953 |                                      |  |
| Jos Gysemans | 30 de octubre de 1952  |                                      |  |
| Graeme Gilmore | 29 de juny de 1945     |                                      |  |
| Willy Govaerts | 10 de novembre de 1951 |                                      |  |
| Gustaaf Hermans | 12 de maig de 1951     | Rokado (1974)                        |  |
| Willy In 't Ven | 1 de març de 1943      | Molteni (1973)                       |  |
| Jos Jacobs | 28 de gener de 1953    |                                      |  |
| Marcel Laurens | 21 de juny de 1952     |                                      |  |
| Roger Loysch | 13 de novembre de 1951 |                                      |  |
| Walter Naegels | 6 de abril de 1953     |                                      |  |
| Ludo Peeters | 9 de agost de 1953     |                                      |  |
| Victor Peeters | 11 de juny de 1948     |                                      |  |
| Willy Planckaert | 5 de abril de 1944     | Goldor-Hercka (1973)                 |  |
| Marc Renier | 28 de març de 1953     |                                      |  |
| Raymond Steegmans | 15 de maig de 1945     |                                      |  |
| Julien Stevens | 25 de febrer de 1943   | Brooklyn (1973)                      |  |
| Roger Swerts | 28 de desembre de 1942 | Molteni (1973)                       |  |
| Ronny Van De Vijver | 12 de octubre de 1945  |                                      |  |
| Noël Vantyghem (1 de abr–31 de des) | 9 de octubre de 1947   | Merlin Plage-Shimano-Flandria (1974) |  |
| Frans Verhaegen | 22 de gener de 1948    | Hertekamp (1972)                     |  |
| Louis Verreydt | 25 de novembre de 1950 |                                      |  |
| |                        |                                      |  |
| Font: Cycling Archives |                        |                                      |  |

| \| Llista de l'equip 1976 \| Llista de l'equip 1976 \| Llista de l'equip 1976 \| Llista de l'equip 1976 \| \| Ciclista \| Data de naixement \| Equip previ \| \| \| ----------------------------------- \| ---------------------- \| ------------------------------------- \| ---------------------- \| \| Wilfried David \| 22 de abril de 1946 \| Carpenter-Confortluxe-Flandria (1975) \| \| \| Alfons De Bal \| 30 de setembre de 1943 \| \| \| \| Franky De Gendt \| 27 de juny de 1952 \| \| \| \| André Delcroix \| 20 de setembre de 1953 \| \| \| \| Emiel Gysemans \| 20 de octubre de 1953 \| \| \| \| Jos Gysemans \| 30 de octubre de 1952 \| \| \| \| Walter Godefroot \| 2 de juliol de 1943 \| Carpenter-Confortluxe-Flandria (1975) \| \| \| Willy Govaerts \| 10 de novembre de 1951 \| \| \| \| Jos Jacobs \| 28 de gener de 1953 \| \| \| \| Marcel Laurens \| 21 de juny de 1952 \| \| \| \| Walter Naegels \| 6 de abril de 1953 \| \| \| \| Englebert Opdebeeck \| 27 de desembre de 1946 \| Maes Pils-Watney (1975) \| \| \| Ludo Peeters \| 9 de agost de 1953 \| \| \| \| Willem Peeters \| 20 de maig de 1953 \| Maes Pils-Watney (1975) \| \| \| Rudy Pevenage (25 de ago–31 de des) \| 15 de juny de 1954 \| \| \| \| Marc Renier \| 28 de març de 1953 \| \| \| \| Benny Schepmans \| 19 de desembre de 1953 \| \| \| \| Ronny Van De Vijver \| 12 de octubre de 1945 \| \| \| \| Guido Van Sweevelt \| 15 de abril de 1949 \| \| \| \| Jean Van der Stappen \| 9 de desembre de 1951 \| \| \| \| Frans Verbeeck \| 13 de juny de 1941 \| Maes Pils-Watney (1975) \| \| \| Eddy Verstraeten \| 15 de setembre de 1948 \| \| \| \| Michael Wright \| 25 de març de 1941 \| Gitane-Frigécrème (1974) \| \| \| \| \| \| \| \| Font: Cycling Archives \| \| \| \| |                        |                                       |  |
| Llista de l'equip 1976 |                        |                                       |  |
| Ciclista | Data de naixement      | Equip previ                           |  |
| Wilfried David | 22 de abril de 1946    | Carpenter-Confortluxe-Flandria (1975) |  |
| Alfons De Bal | 30 de setembre de 1943 |                                       |  |
| Franky De Gendt | 27 de juny de 1952     |                                       |  |
| André Delcroix | 20 de setembre de 1953 |                                       |  |
| Emiel Gysemans | 20 de octubre de 1953  |                                       |  |
| Jos Gysemans | 30 de octubre de 1952  |                                       |  |
| Walter Godefroot | 2 de juliol de 1943    | Carpenter-Confortluxe-Flandria (1975) |  |
| Willy Govaerts | 10 de novembre de 1951 |                                       |  |
| Jos Jacobs | 28 de gener de 1953    |                                       |  |
| Marcel Laurens | 21 de juny de 1952     |                                       |  |
| Walter Naegels | 6 de abril de 1953     |                                       |  |
| Englebert Opdebeeck | 27 de desembre de 1946 | Maes Pils-Watney (1975)               |  |
| Ludo Peeters | 9 de agost de 1953     |                                       |  |
| Willem Peeters | 20 de maig de 1953     | Maes Pils-Watney (1975)               |  |
| Rudy Pevenage (25 de ago–31 de des) | 15 de juny de 1954     |                                       |  |
| Marc Renier | 28 de març de 1953     |                                       |  |
| Benny Schepmans | 19 de desembre de 1953 |                                       |  |
| Ronny Van De Vijver | 12 de octubre de 1945  |                                       |  |
| Guido Van Sweevelt | 15 de abril de 1949    |                                       |  |
| Jean Van der Stappen | 9 de desembre de 1951  |                                       |  |
| Frans Verbeeck | 13 de juny de 1941     | Maes Pils-Watney (1975)               |  |
| Eddy Verstraeten | 15 de setembre de 1948 |                                       |  |
| Michael Wright | 25 de març de 1941     | Gitane-Frigécrème (1974)              |  |
| |                        |                                       |  |
| Font: Cycling Archives |                        |                                       |  |

| \| Llista de l'equip 1977 \| Llista de l'equip 1977 \| Llista de l'equip 1977 \| Llista de l'equip 1977 \| \| Ciclista \| Data de naixement \| Equip previ \| \| \| ---------------------- \| ---------------------- \| ---------------------------------------------- \| ---------------------- \| \| Alfons De Bal \| 30 de setembre de 1943 \| \| \| \| Franky De Gendt \| 27 de juny de 1952 \| \| \| \| Lucien Didier \| 5 de agost de 1950 \| \| \| \| Emiel Gysemans \| 20 de octubre de 1953 \| \| \| \| Jos Gysemans \| 30 de octubre de 1952 \| \| \| \| Walter Godefroot \| 2 de juliol de 1943 \| Carpenter-Confortluxe-Flandria (1975) \| \| \| Frank Hoste \| 29 de agost de 1955 \| \| \| \| Jos Jacobs \| 28 de gener de 1953 \| \| \| \| Marcel Laurens \| 21 de juny de 1952 \| \| \| \| Luc Leman \| 30 de abril de 1953 \| Miko-de Gribaldy-Superia (1976) \| \| \| Ludo Peeters \| 9 de agost de 1953 \| \| \| \| Willem Peeters \| 20 de maig de 1953 \| Maes Pils-Watney (1975) \| \| \| Rudy Pevenage \| 15 de juny de 1954 \| \| \| \| Marc Renier \| 28 de març de 1953 \| \| \| \| Gustaaf Van Roosbroeck \| 16 de maig de 1948 \| Maes Pils-Rokado (1976) \| \| \| Victor Van Schil \| 21 de desembre de 1939 \| Molteni-Campagnolo (1976) \| \| \| Herman Van Springel \| 14 de agost de 1943 \| Flandria-Velda-West Vlaams Vleesbedrijf (1976) \| \| \| Guido Van Sweevelt \| 15 de abril de 1949 \| \| \| \| Frans Verbeeck \| 13 de juny de 1941 \| Maes Pils-Watney (1975) \| \| \| Gery Verlinden \| 1 de maig de 1954 \| \| \| \| Eddy Verstraeten \| 15 de setembre de 1948 \| \| \| \| Dirk Wayenberg \| 14 de setembre de 1955 \| \| \| \| \| \| \| \| \| Font: Cycling Archives \| \| \| \|Nota: Alfons De Bal Nota: Franky De Gendt |                        |                                                |  |
| Llista de l'equip 1977 |                        |                                                |  |
| Ciclista | Data de naixement      | Equip previ                                    |  |
| Alfons De Bal | 30 de setembre de 1943 |                                                |  |
| Franky De Gendt | 27 de juny de 1952     |                                                |  |
| Lucien Didier | 5 de agost de 1950     |                                                |  |
| Emiel Gysemans | 20 de octubre de 1953  |                                                |  |
| Jos Gysemans | 30 de octubre de 1952  |                                                |  |
| Walter Godefroot | 2 de juliol de 1943    | Carpenter-Confortluxe-Flandria (1975)          |  |
| Frank Hoste | 29 de agost de 1955    |                                                |  |
| Jos Jacobs | 28 de gener de 1953    |                                                |  |
| Marcel Laurens | 21 de juny de 1952     |                                                |  |
| Luc Leman | 30 de abril de 1953    | Miko-de Gribaldy-Superia (1976)                |  |
| Ludo Peeters | 9 de agost de 1953     |                                                |  |
| Willem Peeters | 20 de maig de 1953     | Maes Pils-Watney (1975)                        |  |
| Rudy Pevenage | 15 de juny de 1954     |                                                |  |
| Marc Renier | 28 de març de 1953     |                                                |  |
| Gustaaf Van Roosbroeck | 16 de maig de 1948     | Maes Pils-Rokado (1976)                        |  |
| Victor Van Schil | 21 de desembre de 1939 | Molteni-Campagnolo (1976)                      |  |
| Herman Van Springel | 14 de agost de 1943    | Flandria-Velda-West Vlaams Vleesbedrijf (1976) |  |
| Guido Van Sweevelt | 15 de abril de 1949    |                                                |  |
| Frans Verbeeck | 13 de juny de 1941     | Maes Pils-Watney (1975)                        |  |
| Gery Verlinden | 1 de maig de 1954      |                                                |  |
| Eddy Verstraeten | 15 de setembre de 1948 |                                                |  |
| Dirk Wayenberg | 14 de setembre de 1955 |                                                |  |
| |                        |                                                |  |
| Font: Cycling Archives |                        |                                                |  |

| \| Llista de l'equip 1978 \| Llista de l'equip 1978 \| Llista de l'equip 1978 \| Llista de l'equip 1978 \| \| Ciclista \| Data de naixement \| Equip previ \| \| \| ----------------------------------- \| ---------------------- \| ------------------------------------------ \| ---------------------- \| \| Alfons De Bal \| 30 de setembre de 1943 \| \| \| \| Ludo Delcroix \| 28 de octubre de 1950 \| Fiat France (1977) \| \| \| André Dierickx \| 29 de octubre de 1947 \| Maes Pils-Mini Flat (1977) \| \| \| Walter Godefroot \| 2 de juliol de 1943 \| Carpenter-Confortluxe-Flandria (1975) \| \| \| Günter Haritz \| 16 de octubre de 1948 \| \| \| \| Frank Hoste \| 29 de agost de 1955 \| \| \| \| Jos Jacobs \| 28 de gener de 1953 \| \| \| \| Ludo Peeters \| 9 de agost de 1953 \| \| \| \| Willem Peeters \| 20 de maig de 1953 \| Maes Pils-Watney (1975) \| \| \| Rudy Pevenage \| 15 de juny de 1954 \| \| \| \| Bert Pronk \| 24 de octubre de 1950 \| TI-Raleigh (1977) \| \| \| Marc Renier \| 28 de març de 1953 \| \| \| \| Dietrich Thurau \| 9 de novembre de 1954 \| TI-Raleigh (1977) \| \| \| Jos Van De Poel \| 18 de febrer de 1954 \| Flandria-Velda-Latina Assicurazioni (1977) \| \| \| Arthur Van De Vijver \| 29 de febrer de 1948 \| \| \| \| Eric Van De Wiele \| 27 de octubre de 1952 \| Maes Pils-Mini Flat (1977) \| \| \| Gustaaf Van Roosbroeck \| 16 de maig de 1948 \| Maes Pils-Rokado (1976) \| \| \| Guido Van Sweevelt \| 15 de abril de 1949 \| \| \| \| Gery Verlinden \| 1 de maig de 1954 \| \| \| \| Dirk Wayenberg \| 14 de setembre de 1955 \| \| \| \| Daniel Willems (2 de ago–31 de des) \| 16 de agost de 1956 \| \| \| \| \| \| \| \| \| Font: Cycling Archives \| \| \| \|Nota: Alfons De Bal |                        |                                            |  |
| Llista de l'equip 1978 |                        |                                            |  |
| Ciclista | Data de naixement      | Equip previ                                |  |
| Alfons De Bal | 30 de setembre de 1943 |                                            |  |
| Ludo Delcroix | 28 de octubre de 1950  | Fiat France (1977)                         |  |
| André Dierickx | 29 de octubre de 1947  | Maes Pils-Mini Flat (1977)                 |  |
| Walter Godefroot | 2 de juliol de 1943    | Carpenter-Confortluxe-Flandria (1975)      |  |
| Günter Haritz | 16 de octubre de 1948  |                                            |  |
| Frank Hoste | 29 de agost de 1955    |                                            |  |
| Jos Jacobs | 28 de gener de 1953    |                                            |  |
| Ludo Peeters | 9 de agost de 1953     |                                            |  |
| Willem Peeters | 20 de maig de 1953     | Maes Pils-Watney (1975)                    |  |
| Rudy Pevenage | 15 de juny de 1954     |                                            |  |
| Bert Pronk | 24 de octubre de 1950  | TI-Raleigh (1977)                          |  |
| Marc Renier | 28 de març de 1953     |                                            |  |
| Dietrich Thurau | 9 de novembre de 1954  | TI-Raleigh (1977)                          |  |
| Jos Van De Poel | 18 de febrer de 1954   | Flandria-Velda-Latina Assicurazioni (1977) |  |
| Arthur Van De Vijver | 29 de febrer de 1948   |                                            |  |
| Eric Van De Wiele | 27 de octubre de 1952  | Maes Pils-Mini Flat (1977)                 |  |
| Gustaaf Van Roosbroeck | 16 de maig de 1948     | Maes Pils-Rokado (1976)                    |  |
| Guido Van Sweevelt | 15 de abril de 1949    |                                            |  |
| Gery Verlinden | 1 de maig de 1954      |                                            |  |
| Dirk Wayenberg | 14 de setembre de 1955 |                                            |  |
| Daniel Willems (2 de ago–31 de des) | 16 de agost de 1956    |                                            |  |
| |                        |                                            |  |
| Font: Cycling Archives |                        |                                            |  |

| \| Llista de l'equip 1979 \| Llista de l'equip 1979 \| Llista de l'equip 1979 \| Llista de l'equip 1979 \| \| Ciclista \| Data de naixement \| Equip previ \| \| \| ------------------------------- \| ---------------------- \| ------------------------------------------ \| ---------------------- \| \| Uwe Bolten (1 de set–31 de des) \| 20 de juliol de 1959 \| \| \| \| Rudy Colman \| 15 de gener de 1956 \| \| \| \| Alfons De Bal \| 30 de setembre de 1943 \| \| \| \| Ludo Delcroix \| 28 de octubre de 1950 \| Fiat France (1977) \| \| \| Fedor den Hertog \| 20 de abril de 1946 \| Lejeune-BP (1978) \| \| \| André Dierickx \| 29 de octubre de 1947 \| Maes Pils-Mini Flat (1977) \| \| \| Walter Godefroot \| 2 de juliol de 1943 \| Carpenter-Confortluxe-Flandria (1975) \| \| \| Jos Jacobs \| 28 de gener de 1953 \| \| \| \| Hans-Peter Jakst \| 23 de juliol de 1954 \| \| \| \| Ludo Peeters \| 9 de agost de 1953 \| \| \| \| Rudy Pevenage \| 15 de juny de 1954 \| \| \| \| Dietrich Thurau \| 9 de novembre de 1954 \| TI-Raleigh (1977) \| \| \| Jos Van De Poel \| 18 de febrer de 1954 \| Flandria-Velda-Latina Assicurazioni (1977) \| \| \| Eric Van De Wiele \| 27 de octubre de 1952 \| Maes Pils-Mini Flat (1977) \| \| \| Ghislain Van Landeghem \| 18 de juliol de 1948 \| \| \| \| Gustaaf Van Roosbroeck \| 16 de maig de 1948 \| Maes Pils-Rokado (1976) \| \| \| Guido Van Sweevelt \| 15 de abril de 1949 \| \| \| \| Gery Verlinden \| 1 de maig de 1954 \| \| \| \| Daniel Willems \| 16 de agost de 1956 \| \| \| \| \| \| \| \| \| Font: Cycling Archives \| \| \| \| |                        |                                            |  |
| Llista de l'equip 1979 |                        |                                            |  |
| Ciclista | Data de naixement      | Equip previ                                |  |
| Uwe Bolten (1 de set–31 de des) | 20 de juliol de 1959   |                                            |  |
| Rudy Colman | 15 de gener de 1956    |                                            |  |
| Alfons De Bal | 30 de setembre de 1943 |                                            |  |
| Ludo Delcroix | 28 de octubre de 1950  | Fiat France (1977)                         |  |
| Fedor den Hertog | 20 de abril de 1946    | Lejeune-BP (1978)                          |  |
| André Dierickx | 29 de octubre de 1947  | Maes Pils-Mini Flat (1977)                 |  |
| Walter Godefroot | 2 de juliol de 1943    | Carpenter-Confortluxe-Flandria (1975)      |  |
| Jos Jacobs | 28 de gener de 1953    |                                            |  |
| Hans-Peter Jakst | 23 de juliol de 1954   |                                            |  |
| Ludo Peeters | 9 de agost de 1953     |                                            |  |
| Rudy Pevenage | 15 de juny de 1954     |                                            |  |
| Dietrich Thurau | 9 de novembre de 1954  | TI-Raleigh (1977)                          |  |
| Jos Van De Poel | 18 de febrer de 1954   | Flandria-Velda-Latina Assicurazioni (1977) |  |
| Eric Van De Wiele | 27 de octubre de 1952  | Maes Pils-Mini Flat (1977)                 |  |
| Ghislain Van Landeghem | 18 de juliol de 1948   |                                            |  |
| Gustaaf Van Roosbroeck | 16 de maig de 1948     | Maes Pils-Rokado (1976)                    |  |
| Guido Van Sweevelt | 15 de abril de 1949    |                                            |  |
| Gery Verlinden | 1 de maig de 1954      |                                            |  |
| Daniel Willems | 16 de agost de 1956    |                                            |  |
| |                        |                                            |  |
| Font: Cycling Archives |                        |                                            |  |

| \| Llista de l'equip 1980 \| Llista de l'equip 1980 \| Llista de l'equip 1980 \| Llista de l'equip 1980 \| \| Ciclista \| Data de naixement \| Equip previ \| \| \| ------------------------------------ \| ---------------------- \| ------------------------------------------ \| ---------------------- \| \| Theo Appeldoorn (1 de jul–31 de des) \| 13 de juny de 1959 \| \| \| \| Uwe Bolten \| 20 de juliol de 1959 \| \| \| \| Ronny Claes \| 10 de octubre de 1957 \| \| \| \| Rudy Colman \| 15 de gener de 1956 \| \| \| \| Willy De Geest \| 8 de gener de 1947 \| Gis Gelati (1979) \| \| \| Ludo Delcroix \| 28 de octubre de 1950 \| Fiat France (1977) \| \| \| Marc Demeyer \| 19 de abril de 1950 \| Flandria-Ça va seul (1979) \| \| \| André Dierickx \| 29 de octubre de 1947 \| Maes Pils-Mini Flat (1977) \| \| \| Jos Jacobs \| 28 de gener de 1953 \| \| \| \| Ludo Peeters \| 9 de agost de 1953 \| \| \| \| Rudy Pevenage \| 15 de juny de 1954 \| \| \| \| Theo de Rooij \| 25 de abril de 1957 \| \| \| \| Jos Van De Poel \| 18 de febrer de 1954 \| Flandria-Velda-Latina Assicurazioni (1977) \| \| \| Eric Van De Wiele \| 27 de octubre de 1952 \| Maes Pils-Mini Flat (1977) \| \| \| Gustaaf Van Roosbroeck \| 16 de maig de 1948 \| Maes Pils-Rokado (1976) \| \| \| Guido Van Sweevelt \| 15 de abril de 1949 \| \| \| \| Gery Verlinden \| 1 de maig de 1954 \| \| \| \| Pol Verschuere \| 18 de gener de 1955 \| Flandria-Ça va seul (1979) \| \| \| Dirk Wayenberg \| 14 de setembre de 1955 \| \| \| \| Ludwig Wijnants \| 4 de juliol de 1956 \| Lano-Boule d'Or (1979) \| \| \| Daniel Willems \| 16 de agost de 1956 \| \| \| \| Peter Winnen (1 de ago–31 de des) \| 5 de setembre de 1957 \| \| \| \| \| \| \| \| \| Font: Cycling Archives \| \| \| \|Nota: Theo Appeldoorn |                        |                                            |  |
| Llista de l'equip 1980 |                        |                                            |  |
| Ciclista | Data de naixement      | Equip previ                                |  |
| Theo Appeldoorn (1 de jul–31 de des) | 13 de juny de 1959     |                                            |  |
| Uwe Bolten | 20 de juliol de 1959   |                                            |  |
| Ronny Claes | 10 de octubre de 1957  |                                            |  |
| Rudy Colman | 15 de gener de 1956    |                                            |  |
| Willy De Geest | 8 de gener de 1947     | Gis Gelati (1979)                          |  |
| Ludo Delcroix | 28 de octubre de 1950  | Fiat France (1977)                         |  |
| Marc Demeyer | 19 de abril de 1950    | Flandria-Ça va seul (1979)                 |  |
| André Dierickx | 29 de octubre de 1947  | Maes Pils-Mini Flat (1977)                 |  |
| Jos Jacobs | 28 de gener de 1953    |                                            |  |
| Ludo Peeters | 9 de agost de 1953     |                                            |  |
| Rudy Pevenage | 15 de juny de 1954     |                                            |  |
| Theo de Rooij | 25 de abril de 1957    |                                            |  |
| Jos Van De Poel | 18 de febrer de 1954   | Flandria-Velda-Latina Assicurazioni (1977) |  |
| Eric Van De Wiele | 27 de octubre de 1952  | Maes Pils-Mini Flat (1977)                 |  |
| Gustaaf Van Roosbroeck | 16 de maig de 1948     | Maes Pils-Rokado (1976)                    |  |
| Guido Van Sweevelt | 15 de abril de 1949    |                                            |  |
| Gery Verlinden | 1 de maig de 1954      |                                            |  |
| Pol Verschuere | 18 de gener de 1955    | Flandria-Ça va seul (1979)                 |  |
| Dirk Wayenberg | 14 de setembre de 1955 |                                            |  |
| Ludwig Wijnants | 4 de juliol de 1956    | Lano-Boule d'Or (1979)                     |  |
| Daniel Willems | 16 de agost de 1956    |                                            |  |
| Peter Winnen (1 de ago–31 de des) | 5 de setembre de 1957  |                                            |  |
| |                        |                                            |  |
| Font: Cycling Archives |                        |                                            |  |

| \| Llista de l'equip 1981 \| Llista de l'equip 1981 \| Llista de l'equip 1981 \| Llista de l'equip 1981 \| \| Ciclista \| Data de naixement \| Equip previ \| \| \| ---------------------- \| ---------------------- \| -------------------------- \| ---------------------- \| \| Uwe Bolten \| 20 de juliol de 1959 \| \| \| \| Ronny Claes \| 10 de octubre de 1957 \| \| \| \| Willy De Geest \| 8 de gener de 1947 \| Gis Gelati (1979) \| \| \| Theo de Rooij \| 25 de abril de 1957 \| \| \| \| Ludo Delcroix \| 28 de octubre de 1950 \| Fiat France (1977) \| \| \| Marc Demeyer \| 19 de abril de 1950 \| Flandria-Ça va seul (1979) \| \| \| Jos Jacobs \| 28 de gener de 1953 \| \| \| \| Jozef Lieckens \| 26 de març de 1959 \| \| \| \| Rudy Pevenage \| 15 de juny de 1954 \| \| \| \| Eric Van De Wiele \| 27 de octubre de 1952 \| Maes Pils-Mini Flat (1977) \| \| \| Gerrit Van Gestel \| 20 de gener de 1958 \| \| \| \| Guido Van Sweevelt \| 15 de abril de 1949 \| \| \| \| Pol Verschuere \| 18 de gener de 1955 \| Flandria-Ça va seul (1979) \| \| \| Dirk Wayenberg \| 14 de setembre de 1955 \| \| \| \| Daniel Willems \| 16 de agost de 1956 \| \| \| \| Jostein Wilmann \| 15 de juliol de 1953 \| Puch-Campagnolo-Sem (1980) \| \| \| Peter Winnen \| 5 de setembre de 1957 \| \| \| \| Ludwig Wijnants \| 4 de juliol de 1956 \| Lano-Boule d'Or (1979) \| \| \| \| \| \| \| \| Font: UCI \| \| \| \| |                        |                            |  |
| Llista de l'equip 1981 |                        |                            |  |
| Ciclista | Data de naixement      | Equip previ                |  |
| Uwe Bolten | 20 de juliol de 1959   |                            |  |
| Ronny Claes | 10 de octubre de 1957  |                            |  |
| Willy De Geest | 8 de gener de 1947     | Gis Gelati (1979)          |  |
| Theo de Rooij | 25 de abril de 1957    |                            |  |
| Ludo Delcroix | 28 de octubre de 1950  | Fiat France (1977)         |  |
| Marc Demeyer | 19 de abril de 1950    | Flandria-Ça va seul (1979) |  |
| Jos Jacobs | 28 de gener de 1953    |                            |  |
| Jozef Lieckens | 26 de març de 1959     |                            |  |
| Rudy Pevenage | 15 de juny de 1954     |                            |  |
| Eric Van De Wiele | 27 de octubre de 1952  | Maes Pils-Mini Flat (1977) |  |
| Gerrit Van Gestel | 20 de gener de 1958    |                            |  |
| Guido Van Sweevelt | 15 de abril de 1949    |                            |  |
| Pol Verschuere | 18 de gener de 1955    | Flandria-Ça va seul (1979) |  |
| Dirk Wayenberg | 14 de setembre de 1955 |                            |  |
| Daniel Willems | 16 de agost de 1956    |                            |  |
| Jostein Wilmann | 15 de juliol de 1953   | Puch-Campagnolo-Sem (1980) |  |
| Peter Winnen | 5 de setembre de 1957  |                            |  |
| Ludwig Wijnants | 4 de juliol de 1956    | Lano-Boule d'Or (1979)     |  |
| |                        |                            |  |
| Font: UCI |                        |                            |  |

| \| Llista de l'equip 1982 \| Llista de l'equip 1982 \| Llista de l'equip 1982 \| Llista de l'equip 1982 \| \| Ciclista \| Data de naixement \| Equip previ \| \| \| ---------------------- \| ---------------------- \| -------------------------------- \| ---------------------- \| \| Gregor Braun \| 31 de desembre de 1955 \| Famcucine-Campagnolo (1981) \| \| \| Ronny Claes \| 10 de octubre de 1957 \| \| \| \| Theo de Rooij \| 25 de abril de 1957 \| \| \| \| Ronald De Witte \| 21 de octubre de 1946 \| Boule d'Or-Sunair-Colnago (1981) \| \| \| Ludo Delcroix \| 28 de octubre de 1950 \| Fiat France (1977) \| \| \| Paul Haghedooren \| 11 de octubre de 1959 \| \| \| \| Jozef Lieckens \| 26 de març de 1959 \| \| \| \| Eric McKenzie \| 28 de agost de 1958 \| \| \| \| Rudy Pevenage \| 15 de juny de 1954 \| \| \| \| Eric Van De Wiele \| 27 de octubre de 1952 \| Maes Pils-Mini Flat (1977) \| \| \| Gerrit Van Gestel \| 20 de gener de 1958 \| \| \| \| Guido Van Sweevelt \| 15 de abril de 1949 \| \| \| \| Dirk Wayenberg \| 14 de setembre de 1955 \| \| \| \| Jostein Wilmann \| 15 de juliol de 1953 \| Puch-Campagnolo-Sem (1980) \| \| \| Peter Winnen \| 5 de setembre de 1957 \| \| \| \| \| \| \| \| \| Font: UCI \| \| \| \| |                        |                                  |  |
| Llista de l'equip 1982 |                        |                                  |  |
| Ciclista | Data de naixement      | Equip previ                      |  |
| Gregor Braun | 31 de desembre de 1955 | Famcucine-Campagnolo (1981)      |  |
| Ronny Claes | 10 de octubre de 1957  |                                  |  |
| Theo de Rooij | 25 de abril de 1957    |                                  |  |
| Ronald De Witte | 21 de octubre de 1946  | Boule d'Or-Sunair-Colnago (1981) |  |
| Ludo Delcroix | 28 de octubre de 1950  | Fiat France (1977)               |  |
| Paul Haghedooren | 11 de octubre de 1959  |                                  |  |
| Jozef Lieckens | 26 de març de 1959     |                                  |  |
| Eric McKenzie | 28 de agost de 1958    |                                  |  |
| Rudy Pevenage | 15 de juny de 1954     |                                  |  |
| Eric Van De Wiele | 27 de octubre de 1952  | Maes Pils-Mini Flat (1977)       |  |
| Gerrit Van Gestel | 20 de gener de 1958    |                                  |  |
| Guido Van Sweevelt | 15 de abril de 1949    |                                  |  |
| Dirk Wayenberg | 14 de setembre de 1955 |                                  |  |
| Jostein Wilmann | 15 de juliol de 1953   | Puch-Campagnolo-Sem (1980)       |  |
| Peter Winnen | 5 de setembre de 1957  |                                  |  |
| |                        |                                  |  |
| Font: UCI |                        |                                  |  |